# CEMAT
CEMAT ’70 Centrum Naukowo-Produkcyjne Materiałów Elektronicznych S.A. – powstały w 1978 roku zakład doświadczalny, początkowo działający jako przedsiębiorstwo państwowe Centrum Naukowo-Produkcyjne Materiałów Elektronicznych Unitra-CEMAT, którego podstawową działalnością była produkcja materiałów wysokiej czystości dla potrzeb elektroniki oraz produkcja syntetycznych kamieni szlachetnych. W latach 80. i 90. stanowiło trzon zaopatrzenia materiałowego i podzespołowego polskiego przemysłu elektroenergetycznego i elektronicznego. Należało do Zjednoczenia Przemysłu Elektronicznego i Teletechnicznego UNITRA.
Przekształcenie z przedsiębiorstwa państwowego na spółkę CEMAT ’70, ze 100% wówczas udziałem Skarbu Państwa nastąpiło w 1991 roku, emisja pierwszych akcji spółki w 1999 roku. Większościowym udziałowcem (pow. 77%) jest firma TOPSIL – Semiconductor Materials S.A. Firma kontynuuje produkcję materiałów na potrzeby przemysłu elektronicznego, a jej siedziba mieści się w Warszawie przy ul. Wólczyńskiej 133.